# Waited Up ’Til It Was Light
Waited Up ’Til It Was Light ist das erste echte Studioalbum der britischen Indie-Rock-Band Johnny Foreigner aus Birmingham. Der Vorgänger WeLeftYouSleepingAndGoneNow wurde selbst aufgenommen und erschien nur in begrenzter Stückzahl. Waited Up ’Til It Was Light wurde am 2. Juni 2008 in Großbritannien vom Independent-Label Best Before Records veröffentlicht. Es wurde in Nordamerika am 22. Juli durch Onlinehändler angeboten, bevor es am 23. September auch in die Plattenläden kam. Aufgenommen wurde das Album in Hoboken (New Jersey) mit dem Produzenten Machine, der zuvor u. a. mit der Progressive-Rock-Gruppe King Crimson gearbeitet hatte. Das Album-Artwork wurde von Lewes Herriot designt und zeigt verschiedene Orte in Birmingham. Die britische Version des Albums enthält zudem austauschbare Album-Cover.
Es wird häufig gesagt, dass der Song Cranes and Cranes and Cranes and Cranes das Titellied der amerikanischen Sitcom Bezaubernde Jeannie samplet. Allerdings beginnt der Track nur mit der Melodie des Titelsongs, bevor er in den eigentlichen Song übergeht. Der Liedtext zum Song beinhaltet jedoch eine Anspielung auf die Serie.
Der Webseite Drowned in Sound gab Alexei Berrow, Gitarrist und Sänger der Band, eine ausführliche Erklärung zu jedem Track.

## Titelliste
1. Lea Room – 2:23
2. Our Bipolar Friends – 3:19
3. Eyes Wide Terrified – 3:4
4. Cranes and Cranes and Cranes and Cranes – 2:35
5. The End and Everything After – 3:1
6. Hennings Favourite – 3:23
7. Salt, Peppa and Spinderella – 2:54
8. Yes! You Talk Too Fast – 3:21
9. DJs Get Doubts – 2:36
10. Sometimes in the Bullring – 4:21
11. Yr All Just Jealous – 2:50
12. Absolute Balance – 4:59
13. The Hidden Song at the End of the Record – 3:40

- Die amerikanische Version des Albums enthält eine Neuaufnahme des Songs Champagne Girls I Have Known von der EP Arcs Across the City, zwischen Lea Room und Our Bipolar Friends.

## Rezeption
Das Album erhielt überwiegend positive Kritiken. NME vergab acht von zehn Punkten und schrieb:

“And while ‘Waited…’ more than impresses as a collection of raucous singalongs, it’s the heartstrings threaded throughout that make it an album to fall in love with and Johnny Foreigner a band to believe in.”

„Und während ‘Waited…’ mehr als beeindruckt mit der Kollektion von lärmenden Liedern zum Mitsingen, sind es die innerste Gefühle, die sich durchziehen, die es zu einem Album machen, in das man sich verliebt, und Johnny Foreigner eine Band, an die man glaubt.“

Tony Robert Whyte von Drowned in Sound vergab ebenfalls acht von zehn Punkten und gab an:

“So long as they’re dancing to songs as near perfect of pop-rock shape and size as these, the world is a better place. […] It’s no 10/10 – to award such a mark for a debut album would be to ask the band to call it quits, as they’re unlikely to ever trump it – but it is a definite contender, alongside Los Campesinos!’s Hold On Now, Youngster, Foals' 'Antidotes' and Wild Beasts’ forthcoming Limbo, Panto, for home-grown debut of the year.”

„So lange sie [junge Menschen] zu solch fast perfekten Pop-Rock Formen und Größen tanzen wie diese, ist die Welt ein besserer Ort. […] Es ist keine 10/10 – so eine Bewertung für ein Debütalbum zu bekommen wäre wie die Band zu fragen sich aufzulösen, weil es unwahrscheinlich ist, dass sie so etwas jemals übertrumpfen werden – doch es ist definitiv ein Anwärter, neben Los Campesinos!’ Hold on Now, Youngster…, Foals Antidotes und Wild Beasts baldiges Limbo, Panto, für das beste selbsterschaffene Debüt des Jahres.“

Michael Berick von Allmusic vergab 3,5 von fünf Punkten und schrieb:

“While Johnny Foreigner's manic enthusiasm gives their music an ADD quality at times, it also is what helps to make this delightfully cheeky disc such an exhilarating listening experience.”

„Während Johnny Foreigners wahnsinnge Begeisterung der Musik zeitweise eine ADHS-Qualität gibt, ist es dennoch die, die dieser erfreulich frechen Platte solch eine erheiternde Hörerfahrung gibt.“